# バトルコマンダー 八武衆、修羅の兵法
『バトルコマンダー 八武衆、修羅の兵法』は、1991年12月29日にバンプレストから発売されたスーパーファミコン用シミュレーションゲーム。

## 概要
複数のロボットアニメ作品によるクロスオーバー作品である。ただし、登場するロボットは全て擬人化によりデフォルメされており、ゲーム中のシナリオと原作との関連性はほとんど無い。当時のシミュレーションゲームとしては珍しいリアルタイム制を採用しており、リアルタイムストラテジーに通じる独特のゲーム性を有している。

## 種族
ゲームの最初にプレイする種族を選択する。選択した種族の最高指揮官が主人公となる。途中まではそれぞれの種族で独立したシナリオとなっているが、ゲームの後半で3種族が合流し、シナリオも共通のものとなる。
機動族
キャラクターの出典は『機動戦士ガンダム』シリーズ。長射程の通常兵器と高性能な地点攻撃兵器に恵まれており、初心者向けの種族である。
日出族
キャラクターの出典は『重戦機エルガイム』、『機甲戦記ドラグナー』。地点攻撃兵器を持っているが通常兵器の射程が短いといった、癖のある性能のキャラクターが多い。
日出族だけ、合流前のストーリー展開が明確に違っている。
魔神族
キャラクターの出典は『マジンガー』シリーズ、『ゲッターロボ』シリーズ。攻撃力は高いが、通常兵器の射程が全体的に短い、地点攻撃兵器を持っているキャラクターが極端に少ないなど、上級者向けの種族である。
また、魔神族の合流前のストーリー設定は細部に違いはあれど、機動族と共有しているため、機動族の裏側のストーリーとなっている。

## ゲームシステム
本作では、1人の指揮官と3人までの兵士または特殊ピースによって編成される「ユニット」が基本的な行動単位となっている。一度に編成できるユニット数の上限は8である。
各ステージには「敵指揮官を一定以上倒す」、「敵軍のGHQを占領する」などの勝利条件が設定されている。一方、自軍のGHQが占領されるか最高指揮官が死亡すると自軍の敗北となり、ゲームオーバーとなる。

### 階級
指揮官
ユニットの指揮官。指揮官の能力はユニット全体に影響する。
兵士
指揮官の指揮下で行動する兵士。単独行動をとらせることも可能。レベルがキャラクター固有の値以上になると自動的に指揮官に昇格する。
新兵
新規に徴兵された兵士。出撃するには訓練を行った後、兵士として登録する必要がある。なお、訓練しないで兵士に登録した場合はファイターになる。

### 八武衆
指揮官、兵士および訓練済みの新兵は以下のいずれかの兵種に属する。サブタイトルの「八武衆」はこれら8種類の兵種のことである。
ナイト 騎武衆【Knig】
攻撃力・索敵範囲・移動速度のバランスがとれた兵種。指揮官としての能力も高い。
ガンナー 砲武衆【Gun】
移動速度は遅いが、高い攻撃力を持つ。拠点防衛に向いている。
マリナー 海武衆 【Mari】
水中での能力が高いが、水辺のあるマップが少ないこともあり、活躍の場は少ない。
フライヤー 空武衆  【Fly】
全兵種の中で最も広い索敵範囲と最も速い移動速度を持つ。
ステルサー 隠武衆【Stel】
ステルサーの所属するユニットは、塹壕設置や爆弾設置などのコマンドが使用可能になる。また、フライヤーに次ぐ索敵範囲と移動速度を持つ。
ウィザーディー 魔武衆 【Wiz】
戦闘能力は最低だが、魔法を使用することが出来る。弾薬を補充したり、ユニット全体のHPを回復したりといった魔法があり、うまく使えば非常に有用である。
ナース 護武衆 【Nur】
戦闘能力は平凡だが、「きゅうきゅうセット」を使用したときにユニット全体が全回復する。
ファイター 闘武衆 【Figh】
訓練をしないで兵士登録をするとこの兵種になる。あえてこの兵種を選ぶメリットはほとんど無い。

### 特殊ピース
ほきゅうピースやミサイルなどの兵器がこれに該当する。ミサイルを使用するには「兵器開発」コマンドで開発した後に「生産」コマンドで生産し、ユニットに組み込む必要がある。ミサイルは「発射」コマンドで使用できるが、1ピースにつき1発しか発射できない。

### 武器
兵士が所持している武器は通常兵器と地点攻撃兵器に大別される。それぞれの武器には消費する弾薬の種類が設定されている。通常兵器によって与えるダメージは一律1ポイント、地点攻撃兵器によって与えるダメージは一律2ポイントである。ゲーム中で表示される武器の破壊力は実際には命中率に影響する。
通常兵器
射程内に存在する発見済みの敵を自動的に攻撃する。通常はオートで目標が指定されるが、マニュアルで指定することも可能。射程が短い武器ほど攻撃回数が多くなるが、その分弾薬の消費も激しくなる。
地点攻撃兵器
消費弾薬の欄が赤地の白文字で表示されている武器がこれに該当する。着弾地点をマニュアルで指定し、一定範囲を一度に攻撃する。着弾地点に未発見の敵がいた場合発見済みになるので、策敵にも使える。着弾地点によっては味方を巻き込んでしまうこともある。一般的に通常兵器より射程は長いが、発射間隔も長い。所持しているキャラは限られている。なお、敵兵士は地点攻撃兵器を一切使用しない。

### アイテム
兵士はアイテムを4つまで所持できる。弾薬は対応する武器を使用することによって自動的に消費される。回復アイテムのきゅうきゅうセットなどのアイテムを使用するには、アイテムにカーソルを合わせて「装備」コマンドを実行する必要がある。

## 攻略本
- スーパーファミコン必勝法スペシャル バトルコマンダー 八武衆、修羅の兵法